# Partit dels Treballadors (Uruguai)
El Partit dels Treballadors (PT) és un partit polític de tendència trotskista de l'Uruguai. Forma part de la Coordinadora per la Refundació de la Quarta Internacional. El PT té, a més, una Tribuna dels Treballadors, que és el seu òrgan quinzenal.

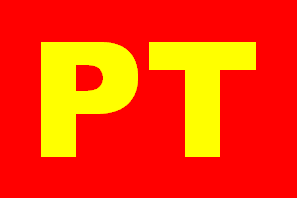
Bandera del PT.

El PT va ser fundat el 1984 per participar de les eleccions nacionals d'aquest any. Un grup de dirigents polítics que es consideraven socialistes revolucionaris (SR), van formar el seu propi partit i moviment ideològic, ja que se sentien decebuts pel Front Ampli. El seu candidat, en aquesta oportunitat, va ser el mestre Juan Vital Andrada. Des d'aquest moment, el PT es va presentar a gairebé tots els comicis, obtenint-ne resultats electorals que oscil·len entre els 300 i els 600 vots.
En les presidencials del 2004, el seu candidat va ser el militant sindical bancari Rafael Fernández Rodríguez. El Partit dels Treballadors va obtenir en aquesta oportunitat 513 vots. Aquest partit té militants i adherents majorment en els sectors de la construcció i bancari. En les eleccions nacionals primàries del 2009 no van obtenir la quantitat legal necessària per presentar-se l'octubre.

## Resultats electorals
- Eleccions generals de l'Uruguai de 1984: 488 vots (0,03%).[2]
- Eleccions generals de l'Uruguai de 1989: 310 vots (0,02%).[3]
- Eleccions presidencials de l'Uruguai de 2004: 513 vots (0,02%).[4]